# 利澤簡廣惠宮
24°40′00″N 121°49′26″E / 24.666568°N 121.823986°E
利澤簡廣惠宮，是位於臺灣宜蘭縣五結鄉利澤村的廣惠尊王廟宇，被列為宜蘭縣文化資產，昔日在元宵節時會舉行鑑別新娘是否為妖怪的宗教儀式。

## 歷史沿革
根據烏石林氏（浯江林氏）來臺第四代林朝欽和林朝陽於1972年手撰，先祖在道光十五年（1835年）舉家七口從福建省漳州府漳浦縣錦江社南門外黑石林（烏石林），渡船由清水港尾進入利澤簡堡苧仔園定居，後代居在利澤簡、下福、五結等地。耆老口述，烏石林氏來臺祖渡海來臺之前，與兄弟平分家中所祀的諸神明，結果分得廣惠尊王，最初神像供奉在林家公廳，後來村人有疑難雜症者，紛紛上門，因此同治十年（1871年），由乩童倡首建廟。
光緒十年（1884年）再度修繕。到了日治末期，因廟的屋頂老舊漏水，廟身被颱風摧毀，神尊就寄放在利澤簡永安宮好幾年。1951年前後，由林木溪負責發起重建，添購木材暫放在舊利澤簡農會（今利生醫院）前的舊港水中。利生醫院就是林木溪於1914年開設。耆老說，林木溪曾於往返大南澳的蘇花公路途中，差點發生墜崖車禍，因此修廟感謝。興建過程則由林番婆發落，後來1972年重新彩繪，又2005年重做屋頂瓦槽，今址為利澤村利澤東路7號。
2007年9月經信徒大會，正式推選委員成立管理委員會，第一屆管理委員會由林茂長醫師擔任主任委員。林茂長為林木溪孫子。2010年修復木構、牆面及屋頂等。當時古廟建築師葉永韶意外發現廟內的八仙桌背後有跟隨蔣渭水勞農運動的陳銀生在1930年的落款，上有「勞農兄弟團結」字樣。

## 文化資產
2013年3月20日，以廟宇建築表現出戰後初期宜蘭廟宇建築之營造技術特色，地方歷史發展及重要人物密切相關，並有名為「向王公求虎皮保平安」、「爆尪（弄新娘）」等具特色之地方民俗活動等為原因，被列為宜蘭縣文化資產的古蹟。

### 建築
此廟今貌為1951年重建，為單進三開間的單體建築，廟地用地15.00坪，建坪10.80坪。前後坡舖閩南式傳統紅板瓦面，單燕尾翹脊。脊肚、規帶排頭有剪粘飾物。二大木構與左右山牆上擱楹仔、桷仔及屋面瓦。室內特徵為面開三間（8.15 m），進深13架（7.90 m），前3架深屬步口廊，入室內7架深屬祭拜空間，之後神龕採凹壽隔斷。

### 虎皮
傳說有位從唐山來的商人，攜帶虎皮來利澤簡尋找訂貨人，卻在此廟發現到主神像就是當初來訂貨的人，遂將虎皮奉獻給廟方。礁溪協天廟亦有此傳說。另種虎皮的傳說由來，依據利澤簡文教促進會常務理事林文明講述，原先是烏石林林氏家廟的利澤廣惠宮，有一年鬧瘟疫，居民夢到神托夢說將賜藥，不久即在河口浮現一張虎皮，居民遂迎虎皮到廟裡煎藥。相傳此虎皮能保佑小孩驚嚇療、及保佑服役者，因此信徒會來祈求分一塊小虎皮。1960年代到金門島、馬祖列島前線當兵的當地人，多曾求小塊虎皮帶到軍中保平安，後來真虎皮被求取光，廟宇改新訂製有虎紋的假毛皮。
1934年五結庄役場所調查的《寺廟臺帳》，就有登記此廟財產有一件虎皮。烏石林氏的廣惠宮廟公林錦財（林坤成），與父親林柏茂當廟公時都會幫人剪虎皮給信徒，但到林錦財繼承廟公的時候，虎皮只剩下一包香菸盒的大小。住在附近開腳踏車店的婦人黃王慧子、社尾前王公廟管理人的林健雄在年輕時也看過此虎皮。
整修過利澤老街的利生醫院、利澤廣惠宮、王公廟、民家館的葉永韶，除替居民發行社區報外，還策畫恢復求虎皮保平安的活動，以繪本寫下這個在地故事，讓利澤國小偶劇團把它改編成戲劇。在當地舉辦走尪民俗時，利澤國小的學生就曾在廣惠宮前在臉上彩繪虎面，向王公求虎皮做福袋。

### 弄新娘
當地相傳，漳浦縣的烏石林中住有一隻會化身成女子的妖狐，會和村裡男子結婚同房。某年元宵，廣惠尊王照例出巡烏石林，突然停下衝進某一家戶進去捉妖，原來新娘早已被狐狸精吃掉並取代。由於有此一傳說，因而每年元宵節，神明都要特別去巡視烏石林最近一年新娶新娘的家戶，以便鑑別新娘是否為妖狐化身，稱為「淨尪」。烏石林氏來台灣定居利澤簡之後，繼續舉辦著此儀式。
1906年2月14日《台灣日日新報》有一則〈神弄新娘〉的報導寫宜蘭廳下利澤簡有林姓烏石者，在本年舊曆元宵前後，設香案在門前，並讓新婚的女子艷粧麗服端坐於堂中。同族之人各扶神輿神像到其家，舞躍旋轉，稱之「弄新娘」；人們還以大小紙炮擲擊神輿，名曰「爆尪」。新娘就長夜危坐，任人觀覽，直到神像鬚眉被燒燬焦，才可起來拜謝諸神，然後退入。報導時寫當事者亦不自知原因，只知道是遵循先代遺例。
1960年代，由於利澤簡的沒落，烏石林氏家族紛紛外遷，利澤簡廣惠宮香火也日益蕭條，此儀式也因而中斷，改由新婚夫婦親自到廟裡膜拜。林文明認為該習俗可能在警示後代謹守家業，好好努力，莫被女色所迷，但因新娘常被鞭炮炸傷，可能因此停辦。利澤簡文教促進會也舉辦過這項活動。

## 祭祀活動
主祀廣惠尊王、陪祀五顯大帝、左祀灶君、右祀土地公與土地婆。以農曆正月十五日元宵節、九月廿六日五顯大帝祭典、十月十五日下元節、及十一月廿六王公生為四場大祭，並以九月廿六日與十一月廿六日隔年輪流祭祀、演戲；農曆二月初二日土地公生、四月初四清明節、五月初五端午節、七月十五日中元普渡、八月初三灶君生、八月十五日土地公生、九月初九重陽節，為七場小祭。
元宵時，廟方信徒會參加利澤簡永安宮的走尪比賽，如2000年第二次復辦比賽時，擊敗去年的冠軍慶興廟，得到第一名。